# Bröstmuskulaturen
Bröstmuskulaturen är indelad i två muskler vid namn "övre- och "generella- bröstmusklerna". Bröstmuskulaturen används bland annat när man utför bänkpress och armhävningar och ingår i de populära och så kallade "strandmusklerna".
- Stora bröstmuskeln
- Pectoralis minor